# آلیس گریفیتس
آلیس گریفیتس (انگلیسی: Alice Griffiths؛ زادهٔ ۲۲ ژانویهٔ ۲۰۰۱) بازیکن فوتبال اهل بریتانیا است.
وی همچنین در تیم‌های ملی فوتبال Wales women's national under-17 football team, Wales women's national under-19 football team، و زنان ولز بازی کرده‌است.